# Daewoo K2
Daewoo K2  — південнокорейський автомат, створений на основі K1 для заміни американських автоматів М16А1, які виготовлялися в Південній Кореї за ліцензією.
Штурмова гвинтівка Daewoo K2 була створена у 1984 році південно-корейською компанією Daewoo Precision Industries.

## Історія
У 1960-х роках збройні сили Південної Кореї були озброєні переважно американськими гвинтівками M1 Garand часів Другої світової війни. Спроби розробити місцеву гвинтівку в той час були ускладнені економічними, технологічними та промисловими недоліками країни, і перші спроби так і не були запущені у виробництво. 
Під час участі Південної Кореї у війні у В'єтнамі солдати та морські піхотинці південнокорейської армії отримали більш сучасну штурмову гвинтівку М16А1 від військової допомоги США. Завдяки швидкому економічному зростанню в 1970-х роках, Південна Корея почала виробляти M16A1 за ліцензією в 1974 році.  Однак необхідність платити ліцензійні збори і можливе закінчення терміну дії ліцензії на виробництво M16A1 призвели до того, що Південна Корея вирішила розробити власну гвинтівку. 
Конструктори намагалися використовувати якомога більше компонентів M16, щоб заощадити час і гроші. У 1975 році був створений прототип XB-6, в 1977 — XB-7. До 1982 року остаточний прототип моделі XB-7C (XK2) був завершений, і невелика кількість була передана для польових випробувань. Він пішов у повномасштабне виробництво і був офіційно прийнятий на озброєння Збройних сил Республіки Корея в 1985 році.

## Опис
К2 має газовідвідний механізм із довгим ходом газового поршня, аналогічний автомату Калашнікова. Демпфер відкату затвора відсутній. Є затримка затвора. Руків'я заряджання розташоване з правого боку рами затвора. Можливі режими стрільби — одиночні, черги по 3 патрони, безперервні черги. Запобіжник-перемикач режимів стрільби розташований зліва над пістолетним руків'ям. Складаний вправо приклад та фурнітура виконані із пластику. Ствольна коробка складається з двох алюмінієвих половин, що кріпляться один до одного поперечним штифтом. Автомати пізніх випусків оснащуються додатковими планками Пікатінні.

## Варіанти
- K-2 — базовий варіант.
- K-2C — у липні 2014 року було оголошено про розробку компактної версії автомата К-2, перші зразки надійшли на випробування до армійських спецпідрозділів[2].

## Галерея

Солдати ЗС Республіки Корея з K2
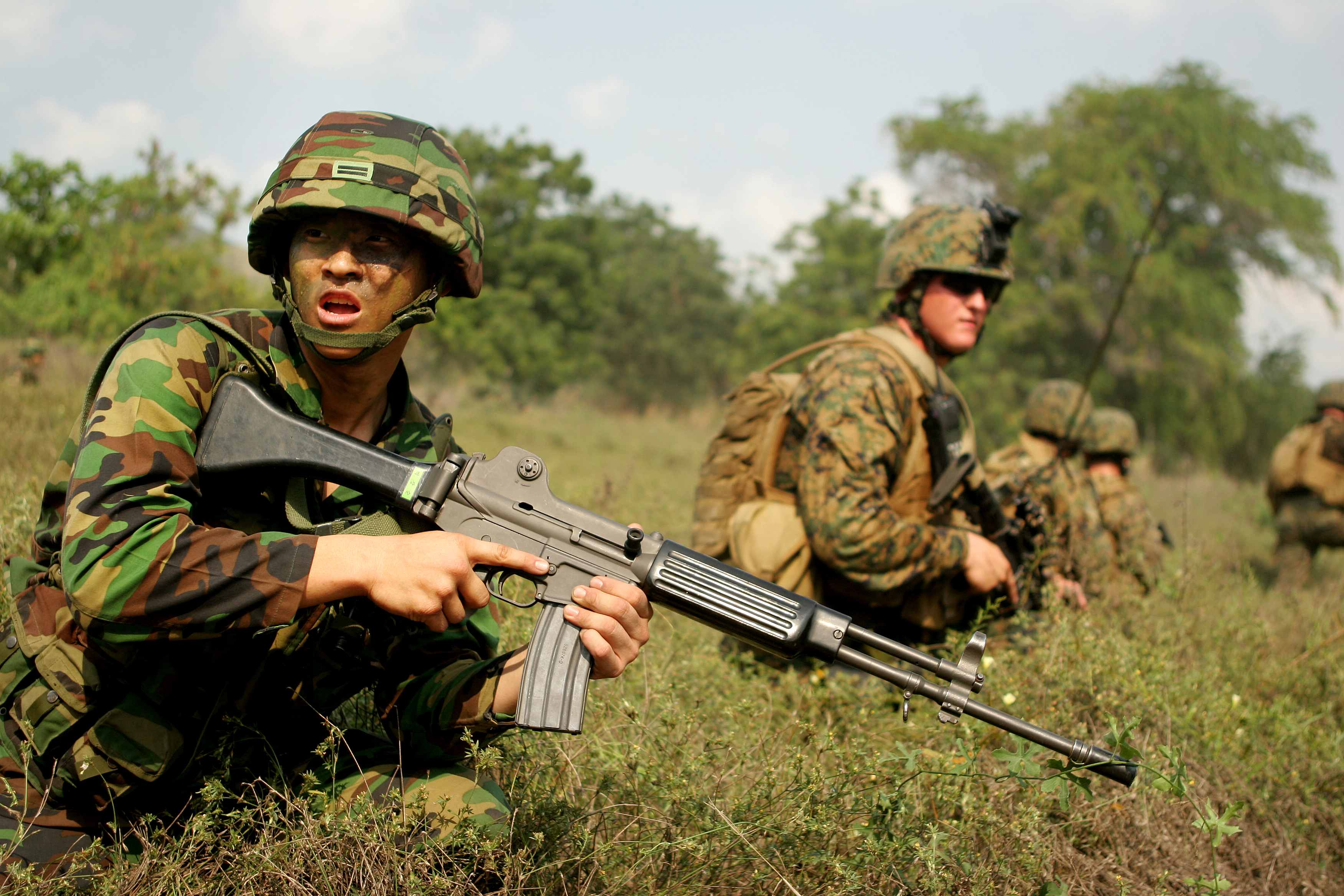
Корейський морпіх з K2. 3 лютого 2010 року
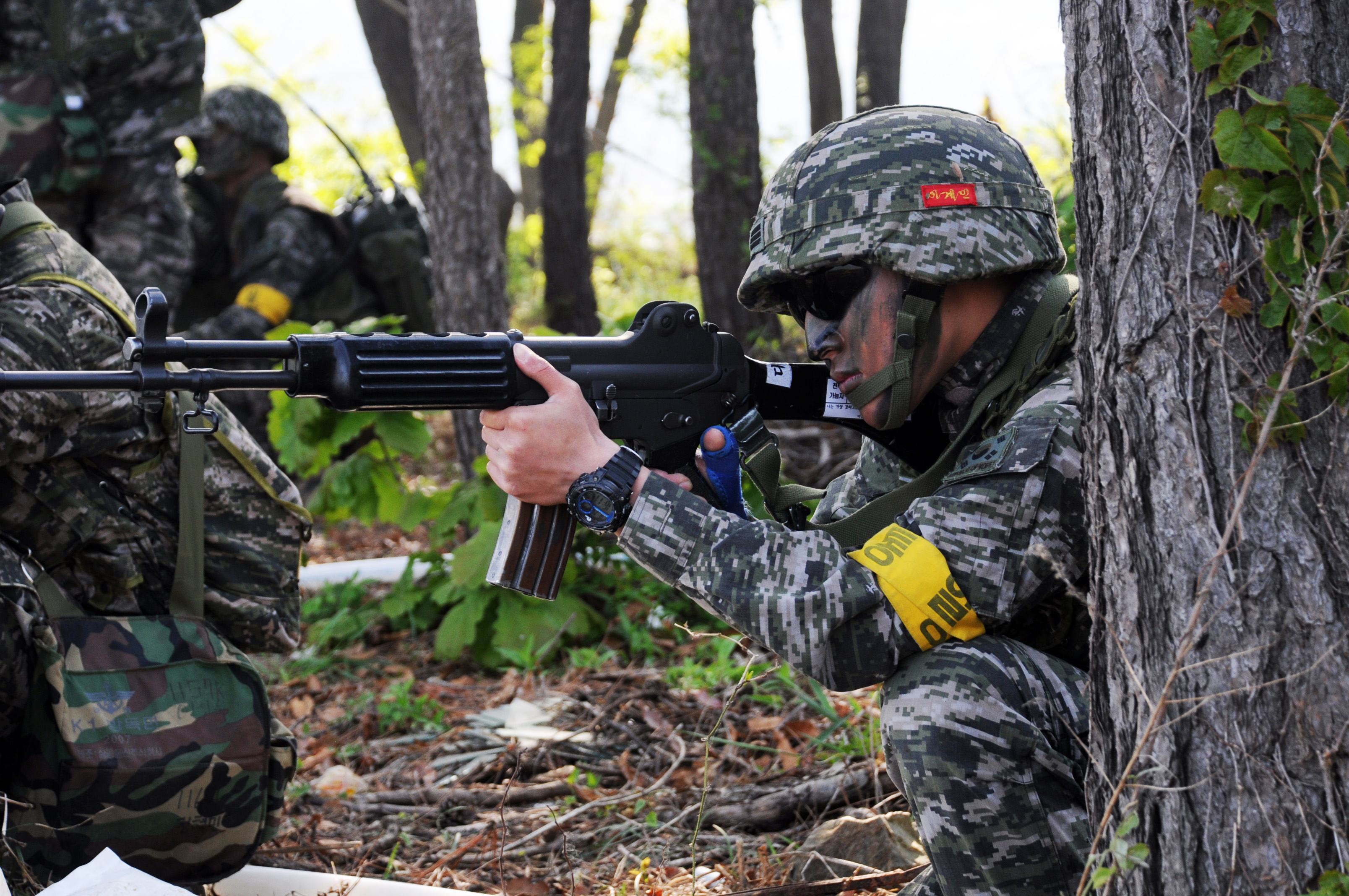
Корейський морпіх з K2 на навчаннях 14 травня 2014 року.
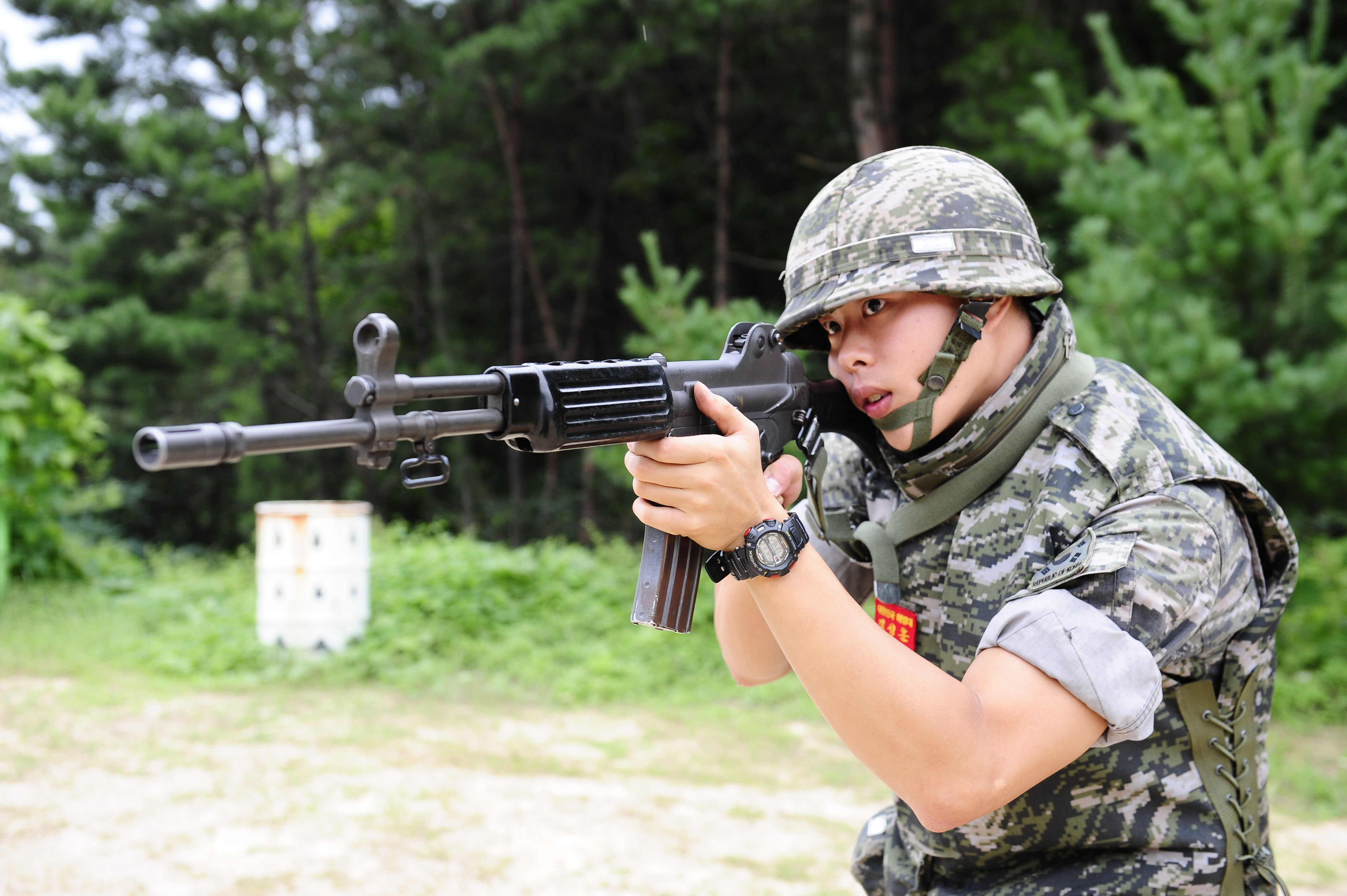
Корейський морпіх з K2 в ході підготовки 26 вересня 2014 року.
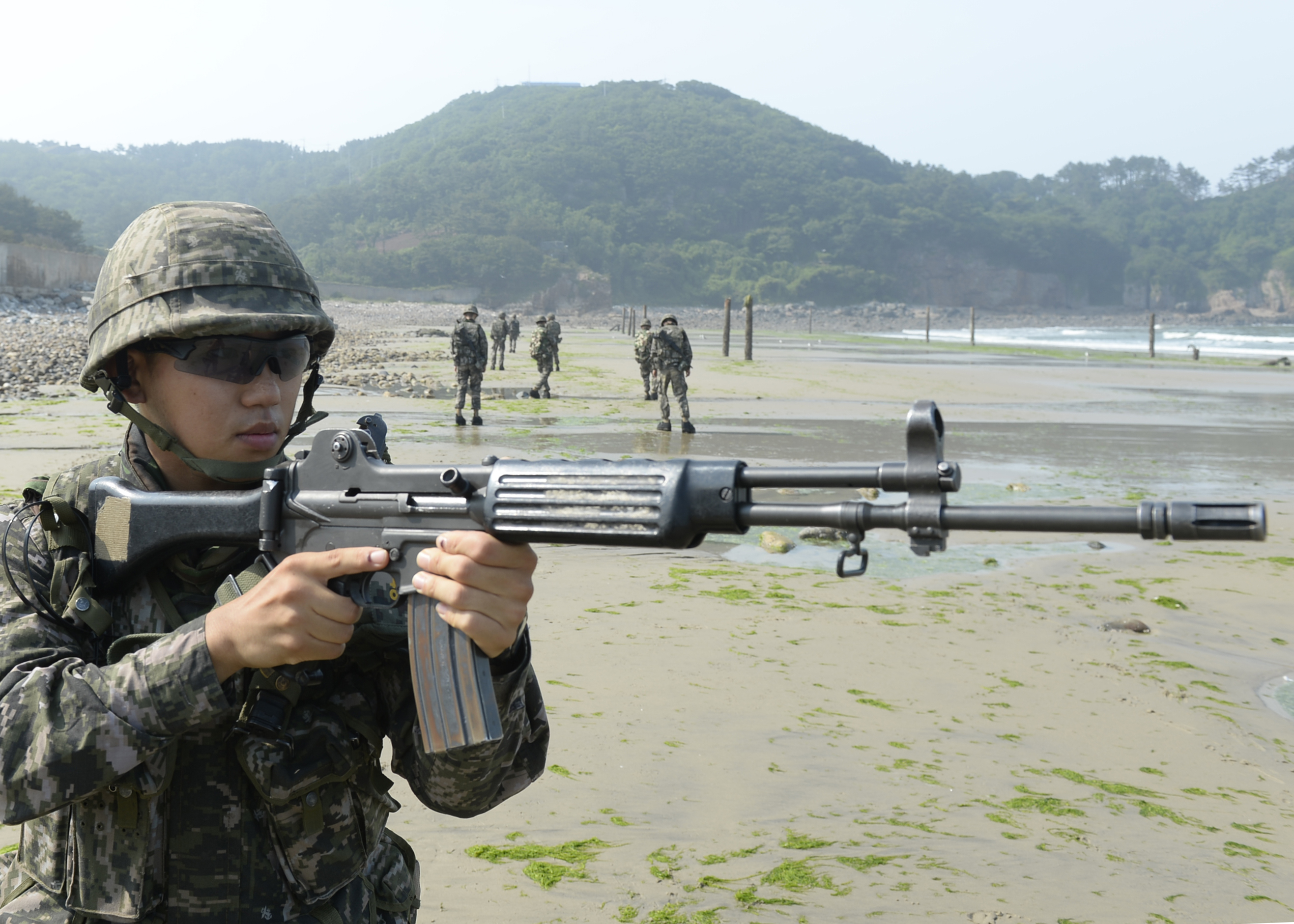
Корейський морпіх з K2 в ході навчань з пошуку мін. 14 липня 2015 року.

## Оператори
- Південна Корея[3]
- Сенегал[4]
- Нігерія[5]
- Камбоджа[6].
- Індонезія[7]